# Pferdsdorf (Krauthausen)
Pferdsdorf is een dorp in de Duitse gemeente Krauthausen in het Wartburgkreis in Thüringen. In  1957 fuseerde het dorp met het naastgelegen Spichra. Deze fusiegemeente ging in 1994 op in de gemeente Krauthausen.